# Maibiers Parmäne
Maibiers Parmäne ist eine alte sächsische Apfelsorte, die bis zur Mitte des 20. Jahrhunderts in Sachsen weit verbreitet war und nur noch selten vorkommt. Die sächsische Landesgruppe des Pomologen-Vereins erklärte die Sorte zur „Sächsischen Obstsorte 2018“.

## Geschichte
Maibiers Parmäne wurde vor 1860 in Moritzburg bei Dresden in einem Privatgarten gefunden. Ein Schwager des Gartenbesitzers, der Dresdner Handelsgärtner Maibier, erkannte den Wert des Apfels, machte ihn zuerst bekannt und sorgte für die Verbreitung. Die Erstbeschreibung der Apfelsorte ‘Maibiers Parmäne’ erfolgte 1861 durch den sächsischen Pomologen Gustav von Flotow. Weitere Beschreibungen durch die Pomologen Wilhelm Lauche und Friedrich Engelbrecht erhöhten den Bekanntheitsgrad der Parmäne. Dennoch blieb der Anbau auf Sachsen, vor allem auf das Dresdner Umland, beschränkt.